# Ágh Norbert
Ágh Norbert (Dunaújváros, 1970. február 5. –) sokszoros magyar bajnok, magyar válogatott olimpikon, többszörös amerikai bajnok úszó, az 1988. évi olimpiai csapat tagja, sportmenedzser.
A Güttler - Ágh Úszóiskola alapítója és általános vezetője valamint a Magyar Élet és Vízimentő Szakszövetség alelnöke.
2003-2004 között a Magyar Aerobik Szövetség elnöke es Magyar Torna Szövetség alelnöke.
2000-2014 között a Swimming World Magazine európai tudósítója.